# Vita Pavlyšová
Vita Pavlyšová (ukrajinsky Віта Павлиш , * 15. ledna 1969 Charkov, Sovětský svaz) je bývalá ukrajinská atletka, koulařka, dvojnásobná mistryně Evropy.

## Sportovní kariéra
Dvakrát startovala na olympijských hrách – medaili však nezískala. Jejím prvním úspěchem byl titul mistryně Evropy v roce 1994. O tři roky později se stala světovou halovou šampionkou výkonem rovných 20 metrů. Na mistrovství světa pod širým nebem ve stejné sezóně (1997) vybojovala stříbrnou medaili. Úspěšná pro ni byla i následující sezóna –nejdříve skončila druhá na halovém mistrovství Evropy a v létě v Budapešti obhájila titul mistryně Evropy v osobním rekordu 21,69 metru.
Při halovém mistrovství světa koulařek na jaře roku 1999 sice dosáhla nejlepšího výkonu, pro použití dopingu však byla následně diskvalifikována a potrestána dvouletým zákazem startů. Po návratu do vrhačského kruhu vybojovala na světovém šampionátu v Edmontonu v roce 2001 bronzovou medaili. O rok později dosáhla opět na medaile na evropských šampionátech – ve Vídni v hale zvítězila a v létě v Mnichově získala stříbrnou medaili v soutěži koulařek. Poslední medailovou sezónu se pro ni stal rok 2003, když skončila třetí na světovém šampionátu v Paříži. Olympijskou sezónu 2004 zahájila nejlepším výkonem na halovém mistrovství světa – měla však podruhé v kariéře pozitivní dopingový test. Následovala tak doživotní diskvalifikace a konec aktivní činnosti.